# Giovanni Ernesto II di Sassonia-Weimar
Giovanni Ernesto II di Sassonia-Weimar (Weimar, 11 settembre 1627 – Weimar, 15 maggio 1683) fu Duca di Sassonia-Weimar.

## Biografia

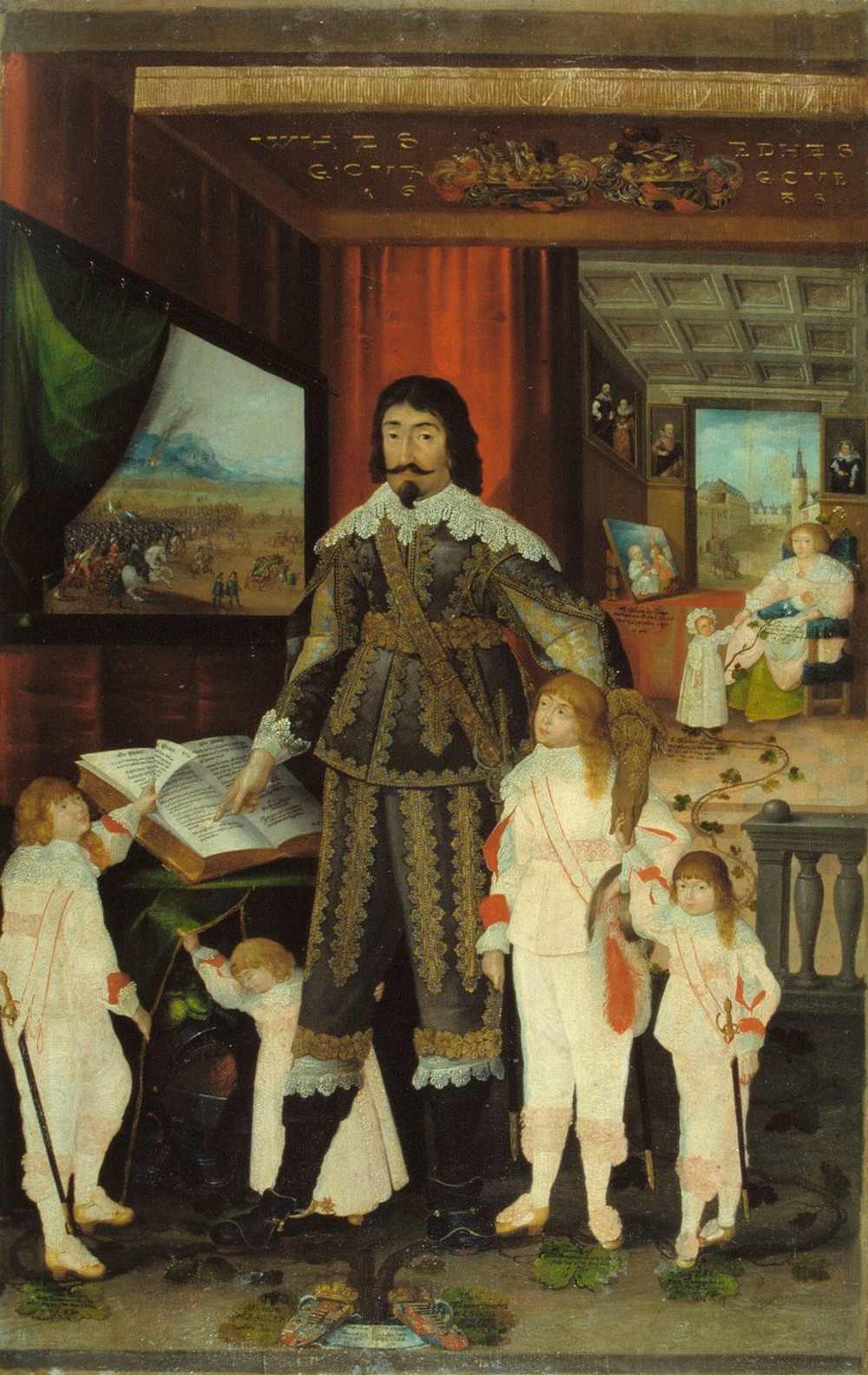
Ritratto non finito di Giovanni Ernesto II di Sassonia-Weimar e dei suoi figli, eseguito da Christian Richter

Giovanni Ernesto era il secondogenito, ma il primo dei figli sopravvissuti del duca Guglielmo di Sassonia-Weimar (1598 - 1662) e di sua moglie, Eleonora Dorotea di Anhalt-Dessau (1602 - 1664). Ancora giovanissimo, venne avviato ad una sommaria istruzione militare più per il frangente della guerra dei trent'anni che per una sua reale passione. Successivamente frequentò l'Università di Jena ed intraprese un grand tour in Italia ed in Francia ove ebbe modo di acquisire una discreta cultura personale.
Alla morte del padre nel 1662, divenne duca regnante. Nel 1672 Giovanni Ernesto divise i propri possedimenti con i fratelli minori. Egli mantenne per sé Weimar, suo fratello Giovanni Giorgio I ricevette Eisenach, e l'altro suo fratello, Bernardo, ricevette Jena. Anche se i territori vennero divisi, negli ani successivi tutti i domini della casata di Sassonia verranno riuniti nuovamente nelle mani dei suoi discendenti (il Sassonia-Eisenach nel 1741 ed il Sassonia-Jena nel 1690).
Come il padre, Giovanni Ernesto si dimostrò particolarmente interessato alle arti. Egli fu anche un appassionato cacciatore. Concentrandosi su questi piaceri, Giovanni Ernesto delegò la maggior parte delle questioni politiche e di governo al proprio cancelliere.
Nel 1680, a causa di una caduta da cavallo, rimase con una gamba paralizzata e morì di idropisia tre anni dopo. Venne sepolto nella cripta dei principi del Cimitero storico di Weimar.

## Matrimonio ed eredi
A Weimar, il 14 agosto 1656, Giovanni Ernesto sposò Cristina Elisabetta di Schleswig-Holstein-Sonderburg-Franzhagen, dalla quale ebbe cinque figli:
- Anna Dorotea (12 novembre 1657 - 23 giugno 1704), Badessa di Quedlinburg (1685-1704).
- Guglielmina Cristiana (26 gennaio 1658 - 30 giugno 1712), sposò il 25 settembre 1684 Cristiano Guglielmo di Schwarzburg-Sondershausen.
- Eleonora Sofia (22 marzo 1660 - 4 febbraio 1687), sposò il 9 luglio 1684 Filippo di Sassonia-Merseburg.
- Guglielmo Ernesto (19 ottobre 1662 - 26 agosto 1728).
- Giovanni Ernesto (22 giugno 1664 - 10 maggio 1707).

## Ascendenza
|                                        |                              |                                        | Genitori                          |  |  | Nonni |  |  | Bisnonni                              |  |  | Trisnonni                       |  |
|                                        |                              |                                        |                                   |  |  |       |  |  | Giovanni Guglielmo di Sassonia-Weimar |  |  | Giovanni Federico I di Sassonia |  |
|                                        |                              |                                        |                                   |  |  |       |  |  | Giovanni Guglielmo di Sassonia-Weimar |  |  | Giovanni Federico I di Sassonia |  |
|                                        |                              | Sibilla di Jülich-Klebe-Berg           |                                   |  |  |       |  |  | Giovanni Guglielmo di Sassonia-Weimar |  |  |                                 |  |
| Giovanni di Sassonia-Weimar            |                              |                                        |                                   |  |  |       |  |  | Giovanni Guglielmo di Sassonia-Weimar |  |  |                                 |  |
|                                        |                              | Dorotea Susanna di Wittelsbach-Simmern | Federico III del Palatinato       |  |  |       |  |  |                                       |  |  |                                 |  |
|                                        |                              | Dorotea Susanna di Wittelsbach-Simmern | Federico III del Palatinato       |  |  |       |  |  |                                       |  |  |                                 |  |
|                                        |                              | Dorotea Susanna di Wittelsbach-Simmern | Maria di Brandeburgo-Kulmbach     |  |  |       |  |  |                                       |  |  |                                 |  |
| Guglielmo di Sassonia-Weimar           |                              | Dorotea Susanna di Wittelsbach-Simmern |                                   |  |  |       |  |  |                                       |  |  |                                 |  |
|                                        |                              | Gioacchino Ernesto di Anhalt           | Giovanni II di Anhalt-Dessau      |  |  |       |  |  |                                       |  |  |                                 |  |
|                                        |                              | Gioacchino Ernesto di Anhalt           | Giovanni II di Anhalt-Dessau      |  |  |       |  |  |                                       |  |  |                                 |  |
|                                        |                              | Gioacchino Ernesto di Anhalt           | Margherita di Brandeburgo         |  |  |       |  |  |                                       |  |  |                                 |  |
| Dorotea Maria di Anhalt                |                              | Gioacchino Ernesto di Anhalt           |                                   |  |  |       |  |  |                                       |  |  |                                 |  |
|                                        |                              | Eleonora di Württemberg                | Cristoforo di Württemberg         |  |  |       |  |  |                                       |  |  |                                 |  |
|                                        |                              | Eleonora di Württemberg                | Cristoforo di Württemberg         |  |  |       |  |  |                                       |  |  |                                 |  |
|                                        |                              | Eleonora di Württemberg                | Anna Maria di Brandeburgo-Ansbach |  |  |       |  |  |                                       |  |  |                                 |  |
| Giovanni Ernesto II di Sassonia-Weimar |                              | Eleonora di Württemberg                |                                   |  |  |       |  |  |                                       |  |  |                                 |  |
|                                        | Gioacchino Ernesto di Anhalt | Giovanni II di Anhalt-Dessau           |                                   |  |  |       |  |  |                                       |  |  |                                 |  |
|                                        | Gioacchino Ernesto di Anhalt | Giovanni II di Anhalt-Dessau           |                                   |  |  |       |  |  |                                       |  |  |                                 |  |
|                                        | Gioacchino Ernesto di Anhalt | Margherita di Brandeburgo              |                                   |  |  |       |  |  |                                       |  |  |                                 |  |
| Giovanni Giorgio I di Anhalt-Dessau    | Gioacchino Ernesto di Anhalt |                                        |                                   |  |  |       |  |  |                                       |  |  |                                 |  |
|                                        |                              | Agnese di Barby                        | Wolfgang von Barby                |  |  |       |  |  |                                       |  |  |                                 |  |
|                                        |                              | Agnese di Barby                        | Wolfgang von Barby                |  |  |       |  |  |                                       |  |  |                                 |  |
|                                        |                              | Agnese di Barby                        | …                                 |  |  |       |  |  |                                       |  |  |                                 |  |
| Eleonora Dorotea di Anhalt-Dessau      |                              | Agnese di Barby                        |                                   |  |  |       |  |  |                                       |  |  |                                 |  |
|                                        |                              | …                                      | …                                 |  |  |       |  |  |                                       |  |  |                                 |  |
|                                        |                              | …                                      | …                                 |  |  |       |  |  |                                       |  |  |                                 |  |
|                                        |                              | …                                      | …                                 |  |  |       |  |  |                                       |  |  |                                 |  |
| Dorotea del Palatinato-Simmern         |                              | …                                      |                                   |  |  |       |  |  |                                       |  |  |                                 |  |
|                                        |                              | …                                      | …                                 |  |  |       |  |  |                                       |  |  |                                 |  |
|                                        |                              | …                                      | …                                 |  |  |       |  |  |                                       |  |  |                                 |  |
|                                        |                              | …                                      | …                                 |  |  |       |  |  |                                       |  |  |                                 |  |
|                                        |                              | …                                      |                                   |  |  |       |  |  |                                       |  |  |                                 |  |